# Monster Jimenez
Monster Jimenez, pseudonimo di Coreen Jimenez (...), è una regista e sceneggiatrice filippina.

## Biografia
Ha alle spalle una lunga carriera come giornalista per la stampa e la televisione. È socia dell'Arkeofilms, una casa di produzione indipendente di cui è il direttore esecutivo.
Nel 2005 scrive e produce il lungometraggio Big Time, che le vale, tra gli altri, il premio per la miglior sceneggiatura alla prima edizione del Cinemalaya Independent Film Festival. Kano è il suo esordio alla regia.

## Filmografia
- Big Time (2005)
- Kano: an American and His Harem - documentario (2010)